# Родезійська людина

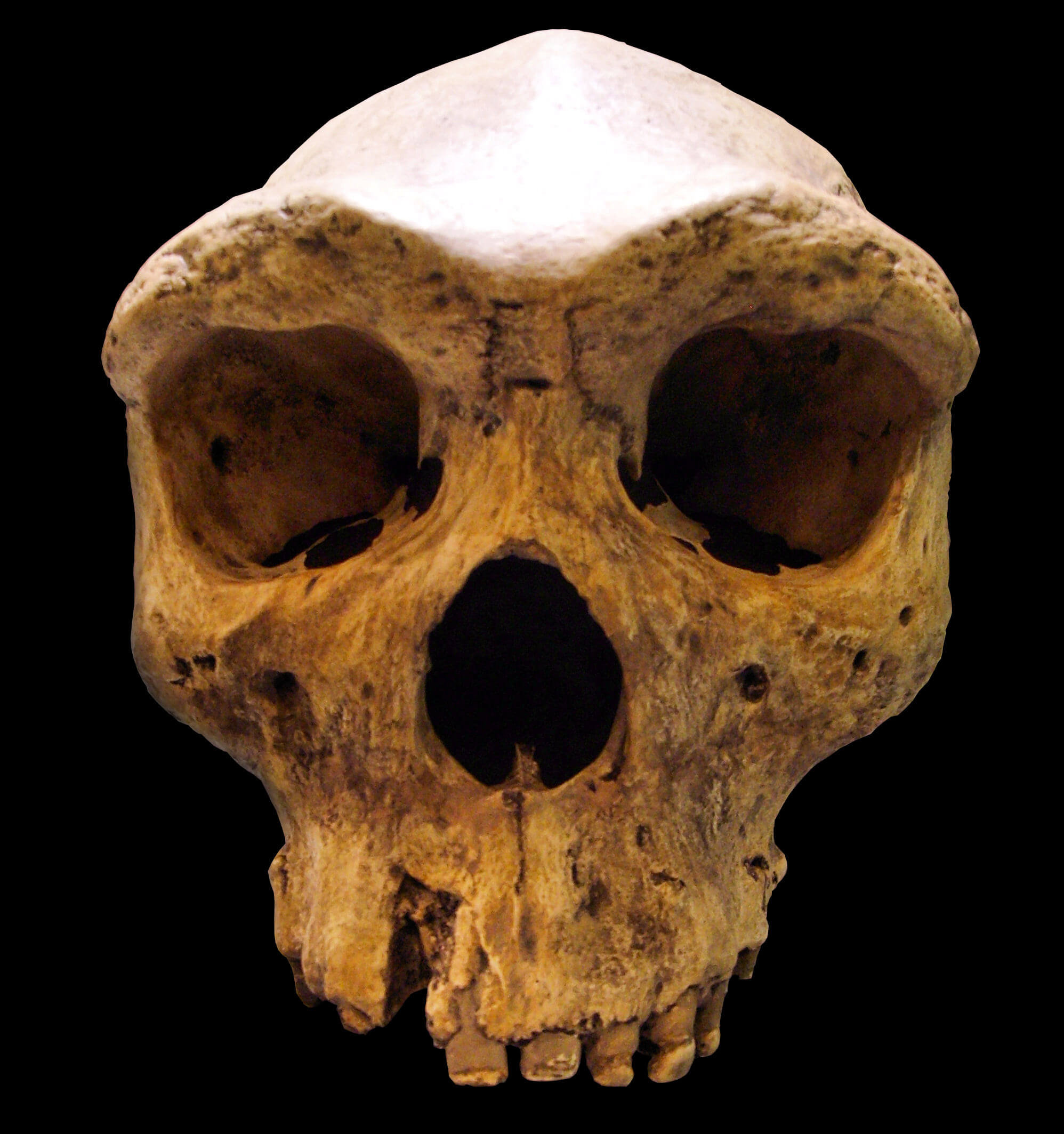
Муляж черепа родезійської людини

Родезійська людина (лат. Homo rhodesiensis) - викопний різновид людей, чиї останки були виявлені в печері неподалік від міста Брокен-Гілл в Північній Родезії (нині місто Кабве в Замбії). Опис знахідки було опубліковано в 1921 у Артуром Смітом Вудвардом.
Знайдені рештки включали череп, фрагмент верхньої щелепи, крижі, великогомілкову кістку і фрагменти стегнової кістки, а за деякими даними також інші кістки, що належали щонайменше двом індивідам.
Вік знахідки точно не встановлений. На основі аналізу супутніх кам'яних знарядь і решток тварин, він оцінюється від 130-300 тисяч років до 490 тисяч років або більше.
Характерною особливістю родезійської людини є суміш архаїчних та прогресивних рис будови. Обсяг черепної коробки становить близько 1280 см3 . Лобна кістка вкрай примітивна, з дуже масивними надбрівними валиками, а скронева майже така ж, як у сучасних людей. Будова збережених кісток посткраніального скелета також практично сучасна. За аналогією з сучасними людьми, виходячи з розмірів кісток кінцівок, ріст оцінюється приблизно в 178,9-184,4 см. Пропорції тіла вузькі, витягнуті.
Спочатку родезійську людину розглядали як представника нового виду Homo rhodesiensis. 1928 року цей вид був виділений Пайкрафтом в окремий рід Cyphanthropus і отримав назву Cyphanthropus rhodesiensis. Зараз більшість дослідників відносять родезійську людину до виду гейдельберзьких людей. Однак, можлива і детальніша класифікація, в якій до гейдельбержців належать тільки європейські форми, проміжні між людиною-попередником і неандертальцями, в той час, як африканські форми, проміжні між людиною-попередником і людиною розумною, розглядають як самостійний вид Homo rhodesiensis Woodward, 1921.

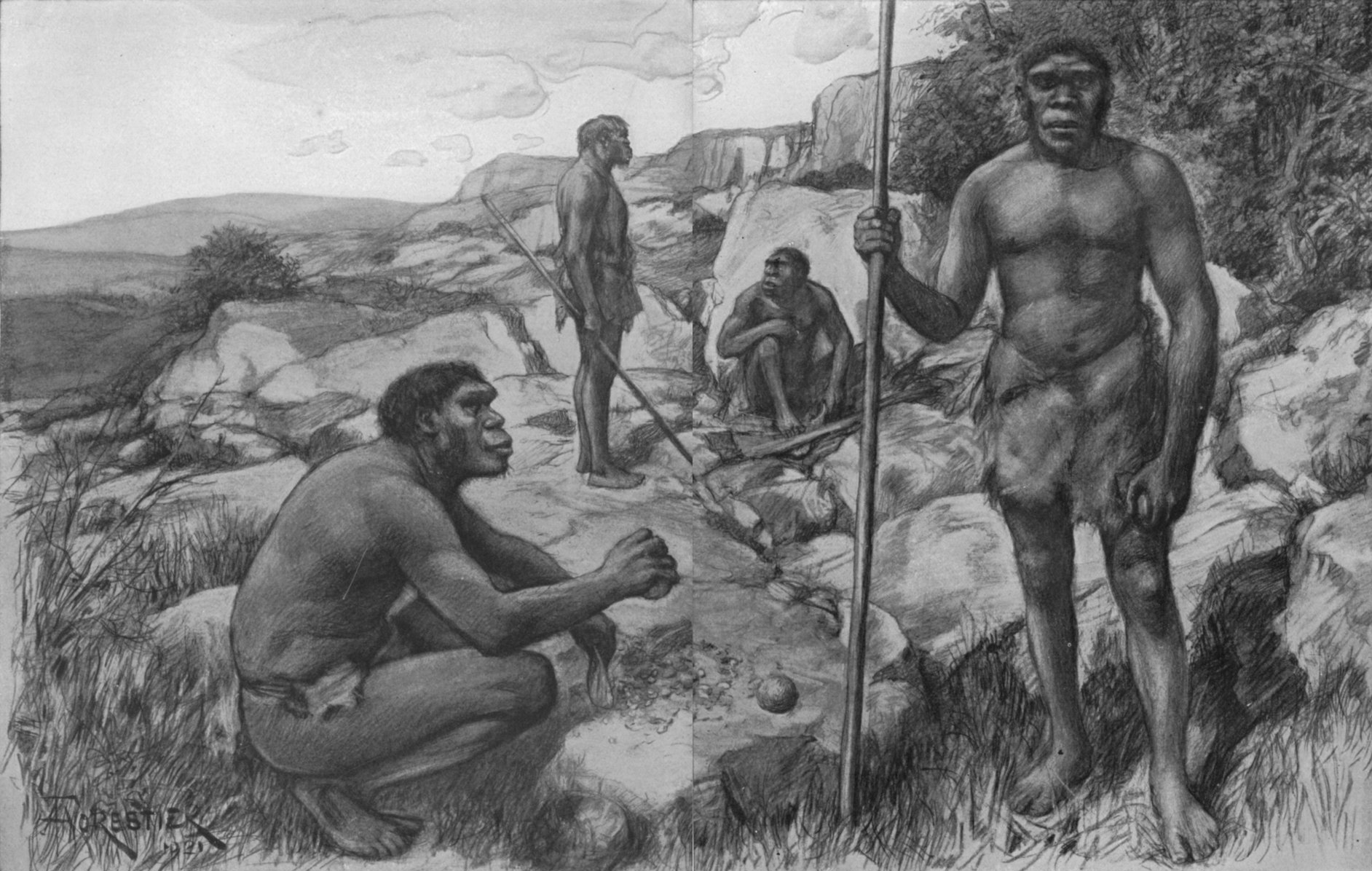
Родезійська людина (реконструкція)

## Ресурси Інтернету
- Тривимірна модель черепа родезійської людини (англ.) на сайті Національного музею природної історії Смітсонівського інституту
- Все про місцезнаходження Брокен Хілл (Кабве)